# فيتور فالينتي
فيتور فالينتي هو لاعب كرة قدم برتغالي في مركز حراسة المرمى، ولد في 13 مارس 1965 في لشبونة في البرتغال. لعب مع أتليتيكو كلوب دي برتغال وأكاديميكا كويمبرا وألفيركا ونادي أونياو دا ماديرا ونادي بوافيشتا ونادي بورتو ونادي بيلينينسش ونادي ماريتيمو.